# Jakov Borisovitsj Zeldovitsj
Jakov Borisovitsj Zeldovitsj (Wit-Russisch: Якаў Барысавіч Зяльдовіч, Russisch: Я́ков Бори́сович Зельдо́вич) (Minsk, 8 maart 1914 - Moskou, 2 december 1987) was een natuurkundige uit de Sovjet-Unie. Hij werkte aan kernwapens en droeg bij aan adsorptie, katalyse, schokgolven, kernfysica, deeltjesfysica, astrofysica, kosmologie en algemene relativiteitstheorie.

## Levensloop

### Afkomst
Hij was Joods van geboorte, maar werd later atheïst. Vier maanden na zijn geboorte verhuisde het gezin van Minsk in Wit-Rusland naar Sint-Petersburg, wat vanaf 1924 tot 1991 Leningrad heette.

### Adsorptie en katalyse
In mei 1931 werd hij assistent aan het Instituut voor Chemische Fysica van de Russische Academie van Wetenschappen. In 1936 verdedigde hij zijn thesis over adsorptie en katalyse op heterogene oppervlakken, onder meer over de Freundlich adsorptie isotherme.

### Stikstofoxiden
In 1939 verdedigde hij zijn doctoraat over de oxidatie van stikstof, nu gekend als thermische NOx of Zeldovitsj NOx. In augustus 1941 werd hij samen met zijn instituut voor de Duitse invasie geëvacueerd naar Kazan.

### Kernwapens
In 1943 verhuisde Zeldovitsj naar Moskou om er tot oktober 1963 samen met Igor Koertsjatov te werken aan de kernwapens van de Sovjet-Unie. Hij ontwikkelde een theorie van nucleaire kettingreacties.

### Elementaire deeltjes
In 1952 begon hij te werken aan elementaire deeltjes en hun interacties. Hij voorspelde het bètaverval van het pi-meson. Samen met Semjon Gersjtein vond hij de analogie tussen de zwakke kernkracht en het elektromagnetisme. Hij werd verkozen tot lid van de USSR Academie voor Wetenschappen op 20 juni 1958. In 1960 voorspelde hij de katalyse door muonen van de kernfusie van deuterium.

### De Big Bang
Hij was hoofd van de afdeling van het Keldysj Instituut voor toegepaste wiskunde van de Sovjet-Unie van 1965 tot januari 1983.Vanaf  1965 was hij professor in fysica aan de Staatsuniversiteit van Moskou en hoofd van de afdeling relativistische astrofysica van het Sternberg instituut voor astronomie.
Hij werkte aan de theorie van de evolutie van hete universum na de big bang, de eigenschappen van kosmische achtergrondstraling van microgolven, de structuur van het heelal op grote schaal en de theorie van zwarte gaten. Hij voorspelde samen met Rasjid Sjoenjajev, dat de kosmische achtergrondstraling van microgolven-inverse Compton verstrooiing moest ondergaan, het Sjoenjajev-Zeldovitsj-effect. Metingen door de WMAP door Benjamin Bernstein hebben zijn theorie bevestigd.

### Zwarte gaten
Hij werkte aan astrofysica en fysische kosmologie en stelde onafhankelijk van Edwin Salpeter dat de accretieschijf rond een zwart gat verantwoordelijk is voor de straling van quasars.
Hij ontwikkelde de theorie van verdamping van zwarte gaten door Hawkingstraling. Zeldovitsj en Aleksander Starobinski toonden Stephen Hawking tijdens zijn bezoek aan Moskou in 1973 dat roterende zwarte gaten door het onzekerheidsprincipe deeltjes moeten doen ontstaan en uitstoten. Stephen Hawking zei hem: "Voordat ik u ontmoette, geloofde in dat u een collectieve auteur was, zoals Nicolas Bourbaki."

### Ultrakoude neutronen
In 1977 kreeg hij samen met Fjodor Sjapiro de Koertsjatov-medaille, de hoogste onderscheiding van de Sovjet-Unie voor kernfysica voor de voorspelling van de eigenschappen van ultrakoude neutronen, hun ontdekking en hun onderzoek.